# Суперкубок Андорри з футболу 2007
Суперкубок Андорри з футболу 2007 — 5-й розіграш турніру. Матч відбувся 16 вересня 2007 року між чемпіоном Андорри клубом Ранжерс та володарем кубка Андорри клубом Санта-Колома. 
| Володар Суперкубка Андорри 2007 |
| ------------------------------- |
| logo                            |
| Санта-Колома Третій титул       |

## Матч

### Деталі
| 16 вересня 2007 |

| Санта-Колома      | 1:0      | Ранжерс |
| ----------------- | -------- | ------- |
| Майкон 67' (пен.) | Протокол |         |

| Комуналь д'Айшовалль, Айшовалль |